# Cuba (village, New York)
Pour les articles homonymes, voir Cuba (homonymie).
Ne doit pas être confondu avec Cuba (New York).
Cuba est un village du comté d'Allegany, dans l'État de New York, aux États-Unis. En 2020, il comptait une population de 1 517 habitants.

## Démographie
Lors du recensement de 2020, le village comptait une population de 1 517 habitants.